# Aleksej Brusilov
Aleksej Aleksejevič Brusilov (rus. Алексей Алексеевич Брусилов, Tbilisi, 19. kolovoza 1853. – 17. ožujka 1926.) je bio ruski general, koji je najpoznatiji kao tvorac ofenzivne taktike korištene u Brusilovljevoj ofenzivi u Prvom svjetskom ratu.

## Život do 1916.
Rođen je u Tbilisiju u današnjoj Gruziji. Pohađao je rusku elitnu vojnu školu. Već na početku vojne karijere sudjelovao je u Rusko-turskom ratu 1877. – 1878. Unaprijeđen je 1906. u čin generala. Tijekom Prvog svjetskog rata najprije je bio zapovjednik 8. armije, a kasnije zapovjednik jugozapadnog fronta.

## Brusilovljeva ofenziva
Brusilov je tvorac nove ofenzivne taktike, koja je oslanjala na udare elitnim malim jedinicama po slabim točkama neprijatelja. Zatim bi glavnina snaga koristila rupe u neprijateljskoj obrani i kroz stvorene rupe je razbijala neprijateljsku liniju obrane na širokom frontu. Ruska vojska je započela Brusilovljevu ofanzivu 4. lipnja 1916. s masivnom, preciznom i kratkom baražnom topničkom vatrom na austro-ugarske linije. Ključno je bilo da je topnička paljba bila kratka i precizna, što se razlikovalo od dotadašnjih običaja dugog topničkog napada, što je braniteljima obično omogućavalo da dovuku rezervne snage i da isprazne prednje rovove. Početni napad je bio uspješan i austro-ugarske linije su bile probijene, što je omogućilo da 3 od 4 Brusilovljeve armije napreduju na širokom frontu. Brusilov je uveo inovaciju, takozvane udarne šok snage, koje su napale slabe austrijske točke, pa je glavna vojska mogla iskoristiti takav proboj slabih točaka. Brusilovljeva taktička inovacija je bila slična taktici koju su kasnije koristili Nijemci na zapadnom frontu, tzv. infiltriranoj taktici. Brusilovljevom ofenzivom 1,5 milijuna vojnika Austro-Ugarske bilo je izbačeno iz stroja. Brusilovljeva ofenziva je bila najuspješnija ruska ofenziva u Prvom svjetskom ratu.

## Poslije 1916.
Kada je ruski car Nikola II. abdicirao 1917., Privremena vlada je postavila Brusilova za načelnika glavnog stožera. Smijenili su ga već u kolovozu 1917. g. Tijekom Oktobarske revolucije i Ruskog građanskog rata Brusilov nije bio aktivan. Pridružuje se Crvenoj armiji tek 1920. g. Brusilov je bio patriot, koji nije volio boljševike na vlasti, ali u njima je vidio put da Rusija postane moćna i ujedinjena. Iako je bio simpatizer bijelih nije ih podržao jer su napadali u isto vrijeme kada je Rusija ratovala s Poljskom. Sudjelovao je u kampanji na Poljsku kao vojni savjetnik i inspektor konjice.
Umirovljen je sa sedamdeset godina. Živio je u stanu koji su dijelili s još jednim parom. Kada je umro na počasnoj državnoj sahrani je bilo prisutno i svećenstvo.